# 張若采
張若采（?—?），字子白，江蘇婁縣人。清朝官員。

## 生平
乾隆五十五年（1790年）庚戌恩科進士。選授甘肅鎭番縣知縣。調永昌縣。不久，陞涇州直隸州知州，署凉州府知府，卒於官。